# سايمور دورست
سايمور دورست (بالإنجليزية: Seymour Durst)‏ هو شخصية أعمال أمريكي، ولد في 7 سبتمبر 1913 في نيويورك في الولايات المتحدة، وتوفي في 15 مايو 1995.

## وصلات خارجية
- سايمور دورست على موقع إن إن دي بي (الإنجليزية)